# Amphoe Wiset Chai Chan

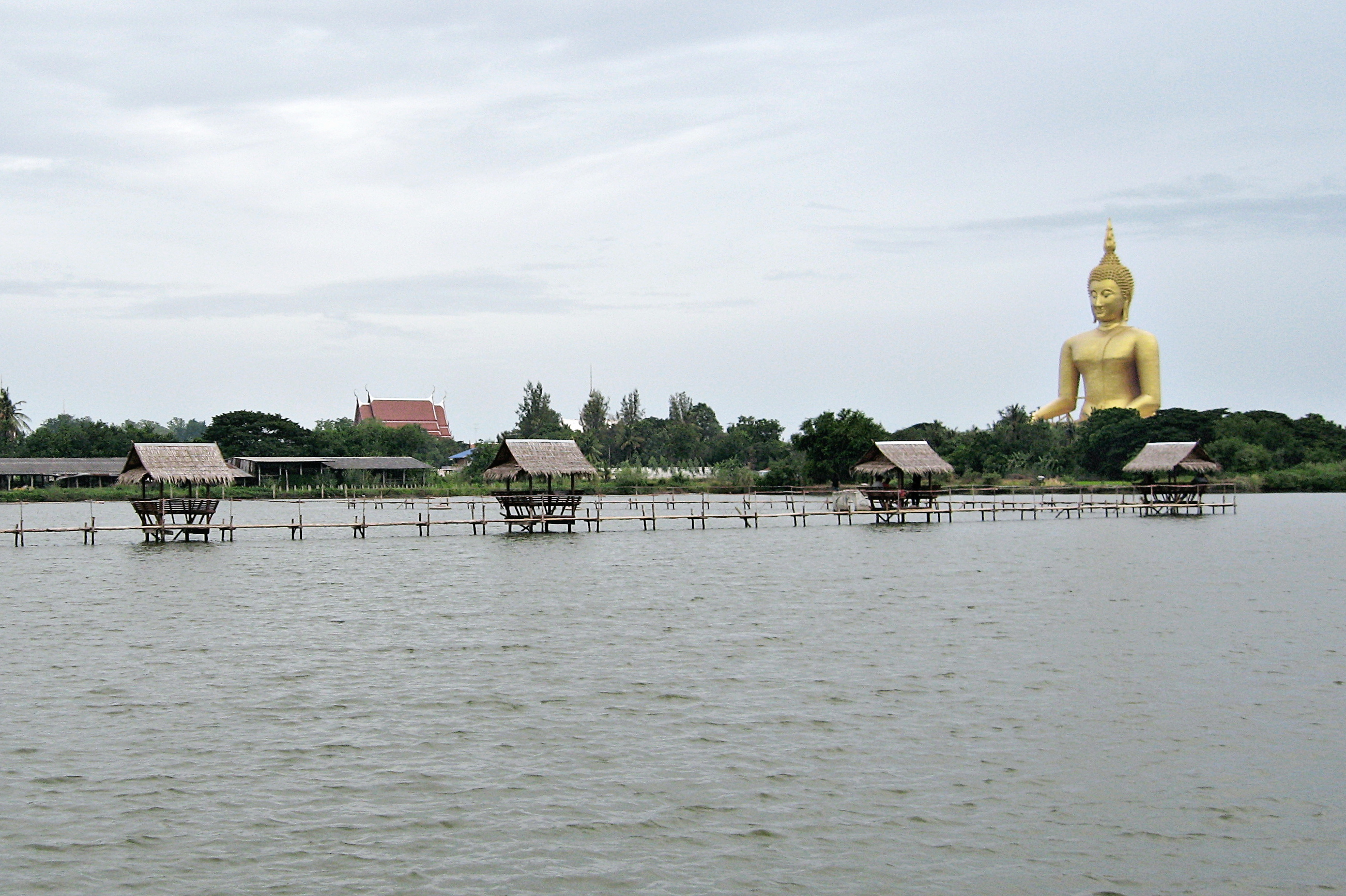
Wat Muang: Statue des Chaopraya Wiset Chai Chan

Amphoe Wiset Chai Chan (Thai: อำเภอ วิเศษชัยชาญ) ist ein Landkreis (Amphoe – Verwaltungs-Distrikt) im südwestlichen Teil der Provinz Ang Thong. Die Provinz Ang Thong liegt in der Mitte der Zentralregion von Thailand.

## Geographie
Benachbarte Distrikte (von Norden im Uhrzeigersinn): die Amphoe Samko, Pho Thong, Mueang Ang Thong und Pa Mok in der Provinz Ang Thong, Amphoe Phak Hai der Provinz Ayutthaya und Amphoe Mueang Suphan Buri und Si Prachan der Provinz Suphan Buri.

## Geschichte
Nachdem König Naresuan der Große nahe Don Chedi die burmesische Armee besiegt hatte, führte er seine Truppen durch den heutigen Tambon Phai Cham Sin. Er bemerkte den strategischen Vorteil, den der Noi-Fluss als natürliches Hindernis für die burmesischen Truppen bot. Daher gründete er hier die Mueang Wiset Chai Chan.
Später, in der Rattanakosin-Periode, verlandete der Noi-Fluss immer mehr, so dass er für den Wassertransport schließlich zu seicht war. Der zentrale Tambon der Mueang wurde von der damaligen Regierung Bang Kaeo zugeordnet und Ang Thong genannt. Zur gleichen Zeit wurde der Distrikt zum Tambon Phai Cham Sin herabgestuft. König Chulalongkorn (Rama V) schließlich ordnete an, dass der Bezirk in seinen historischen Namen Wiset Chai Chan zurückbenannt wurde. Im Jahre 1979 wurde das Verwaltungsgebäude des Distrikts an der Verbindungsstraße von Pho Phraya (Provinz Suphan Buri) nach Tha Ruea (Provinz Saraburi) im Tambon San Chao Rong Thong neu erbaut.

## Sehenswürdigkeiten
- Wat Muang (Thai: วัดม่วง) – ein buddhistischer Tempel (Wat) mit einer 92 Meter hohen sitzenden Buddha-Statue.

## Verwaltung

### Provinzverwaltung
Der Landkreis Wiset Chai Chan ist in 15 Tambon („Unterbezirke“ oder „Gemeinden“) eingeteilt, die sich weiter in 126 Muban („Dörfer“) unterteilen.
| Nr.  | Name                | Thai         | Muban | Einw. |
| ---- | ------------------- | ------------ | ----- | ----- |
| 01.  | Phai Cham Sin       | ไผ่จำศิล       | 08    | 5.346 |
| 02.  | San Chao Rong Thong | ศาลเจ้าโรงทอง | 12    | 8.095 |
| 03.  | Phai Dam Phatthana  | ไผ่ดำพัฒนา     | 08    | 3.316 |
| 04.  | Sao Rong Hai        | สาวร้องไห้     | 08    | 4.472 |
| 05.  | Tha Chang           | ท่าช้าง        | 06    | 3.935 |
| 06.  | Yi Lon              | ยี่ล้น          | 09    | 4.285 |
| 07.  | Bang Chak           | บางจัก        | 14    | 6.745 |
| 08.  | Huai Khan Laen      | ห้วยคันแหลน    | 06    | 3.429 |
| 09.  | Khlong Khanak       | คลองขนาก     | 09    | 3.971 |
| 010. | Phai Wong           | ไผ่วง         | 07    | 3.522 |
| 011. | Si Roi              | สี่ร้อย         | 07    | 3.532 |
| 012. | Muang Tia           | ม่วงเตี้ย       | 12    | 5.822 |
| 013. | Hua Taphan          | หัวตะพาน      | 07    | 3.001 |
| 014. | Lak Kaeo            | หลักแก้ว       | 08    | 5.366 |
| 015. | Talat Mai           | ตลาดใหม่      | 05    | 2.209 |

### Lokalverwaltung
Es gibt sieben Kommunen mit „Kleinstadt“-Status (Thesaban Tambon) im Landkreis:
- Phai Dam Phatthana (Thai: เทศบาลตำบลไผ่ดำพัฒนา) bestehend aus dem kompletten Tambon Phai Dam Phatthana.
- Sao Rong Hai (Thai: เทศบาลตำบลสาวร้องไห้) bestehend aus dem kompletten Tambon Sao Rong Hai.
- Tha Chang (Thai: เทศบาลตำบลท่าช้าง) bestehend aus dem kompletten Tambon Tha Chang und Teilen des Tambon Si Roi.
- Huai Khan Laen (Thai: เทศบาลตำบลห้วยคันแหลน) bestehend aus dem kompletten Tambon Huai Khan Laen.
- Muang Tia (Thai: เทศบาลตำบลม่วงเตี้ย) bestehend aus dem kompletten Tambon Muang Tia.
- Bang Chak (Thai: เทศบาลตำบลบางจัก) bestehend aus den Teilen der Tambon Bang Chak, Khlong Khanak, Si Roi.
- Wiset Chai Chan (Thai: เทศบาลตำบลวิเศษไชยชาญ) bestehend aus den Teilen der Tambon Phai Cham Sin, San Chao Rong Thong.

Außerdem gibt es neun „Tambon-Verwaltungsorganisationen“ (องค์การบริหารส่วนตำบล – Tambon Administrative Organizations, TAO)
- Phai Cham Sin (Thai: องค์การบริหารส่วนตำบลไผ่จำศิล) bestehend aus Teilen des Tambon Phai Cham Sin.
- San Chao Rong Thong (Thai: องค์การบริหารส่วนตำบลศาลเจ้าโรงทอง) bestehend aus Teilen des Tambon San Chao Rong Thong.
- Yi Lon (Thai: องค์การบริหารส่วนตำบลยี่ล้น) bestehend aus dem kompletten Tambon Yi Lon.
- Bang Chak (Thai: องค์การบริหารส่วนตำบลบางจัก) bestehend aus Teilen des Tambon Bang Chak.
- Khlong Khanak (Thai: องค์การบริหารส่วนตำบลคลองขนาก) bestehend aus Teilen des Tambon Khlong Khanak.
- Phai Wong (Thai: องค์การบริหารส่วนตำบลไผ่วง) bestehend aus dem kompletten Tambon Phai Wong.
- Hua Taphan (Thai: องค์การบริหารส่วนตำบลหัวตะพาน) bestehend aus dem kompletten Tambon Hua Taphan.
- Lak Kaeo (Thai: องค์การบริหารส่วนตำบลหลักแก้ว) bestehend aus dem kompletten Tambon Lak Kaeo.
- Talat Mai (Thai: องค์การบริหารส่วนตำบลตลาดใหม่) bestehend aus dem kompletten Tambon Talat Mai.